# Deutscher Basketball Bund
De Deutscher Basketball Bund (afgekort: DBB) is de nationale basketbalbond van Duitsland. 
De DBB is op 1 oktober 1949 in Düsseldorf opgericht en heeft tegenwoordig zijn zetel in Hagen. Voorloper van de DBB was de Gesellschaft zur Förderung des Basketballsports, die in 1947 was opgericht. Anno 2020 telde de bond 217.829 leden, verspreid over 2.122 verenigingen. 
De DBB organiseert de nationale basketbalcompetitie. Tevens selecteert de bond spelers voor het nationale team dat deel heeft genomen aan diverse wereldkampioenschappen, Eurobaskets (kampioen in 1993 in eigen land) en de Olympische Zomerspelen.

## Ledenaantallen
Hieronder de ontwikkeling van het ledenaantal en het aantal verenigingen:
| Jaar (01.01) | Ledenaantallen | Ledenaantallen | Ledenaantallen | Verenigingen |
| Jaar (01.01) | Mannen         | Vrouwen        | Totaal         | Verenigingen |
| ------------ | -------------- | -------------- | -------------- | ------------ |
| 2020         | 161.749        | 56.080         | 217.829        | 2.122        |
| 2019         | 156.960        | 55.133         | 212.093        | 2.106        |
| 2018         | 153.570        | 54.686         | 208.438        | 2.111        |
| 2017         | 149.368        | 53.660         | 203.028        | 2.065        |
| 2016         | 144.029        | 51.424         | 195.453        | 2.094        |
| 2015         | 141.034        | 50.848         | 191.882        | 2.129        |
| 2014         | 140.344        | 51.820         | 192.164        | 2.182        |
| 2013         | 139.969        | 52.043         | 192.012        | 2.244        |
| 2012         | 139.959        | 52.592         | 192.551        | 2.321        |
| 2011         | 138.538        | 52.618         | 191.156        | 2.243        |
| 2010         | 138.263        | 51.889         | 190.152        | 2.445        |
| 2009         | 138.764        | 52.118         | 190.882        | 2.360        |
| 2008         | 139.593        | 51.151         | 190.744        |              |
| 2007         | 141.260        | 50.698         | 191.958        | 1.653        |
| 2006         | 145.595        | 52.086         | 197.681        |              |
| 2005         | 149.611        | 53.324         | 202.935        | 1.709        |
| 2004         | 146.928        | 52.098         | 199.026        | 1.964        |
| 2003         | 145.133        | 52.284         | 197.417        |              |
| 2002         | 142.868        | 52.501         | 195.369        |              |
| 2001         | 139.862        | 53.926         | 193.788        |              |
| 2000         |                |                | 201.813        |              |